# La Grande Anthologie de la science-fiction

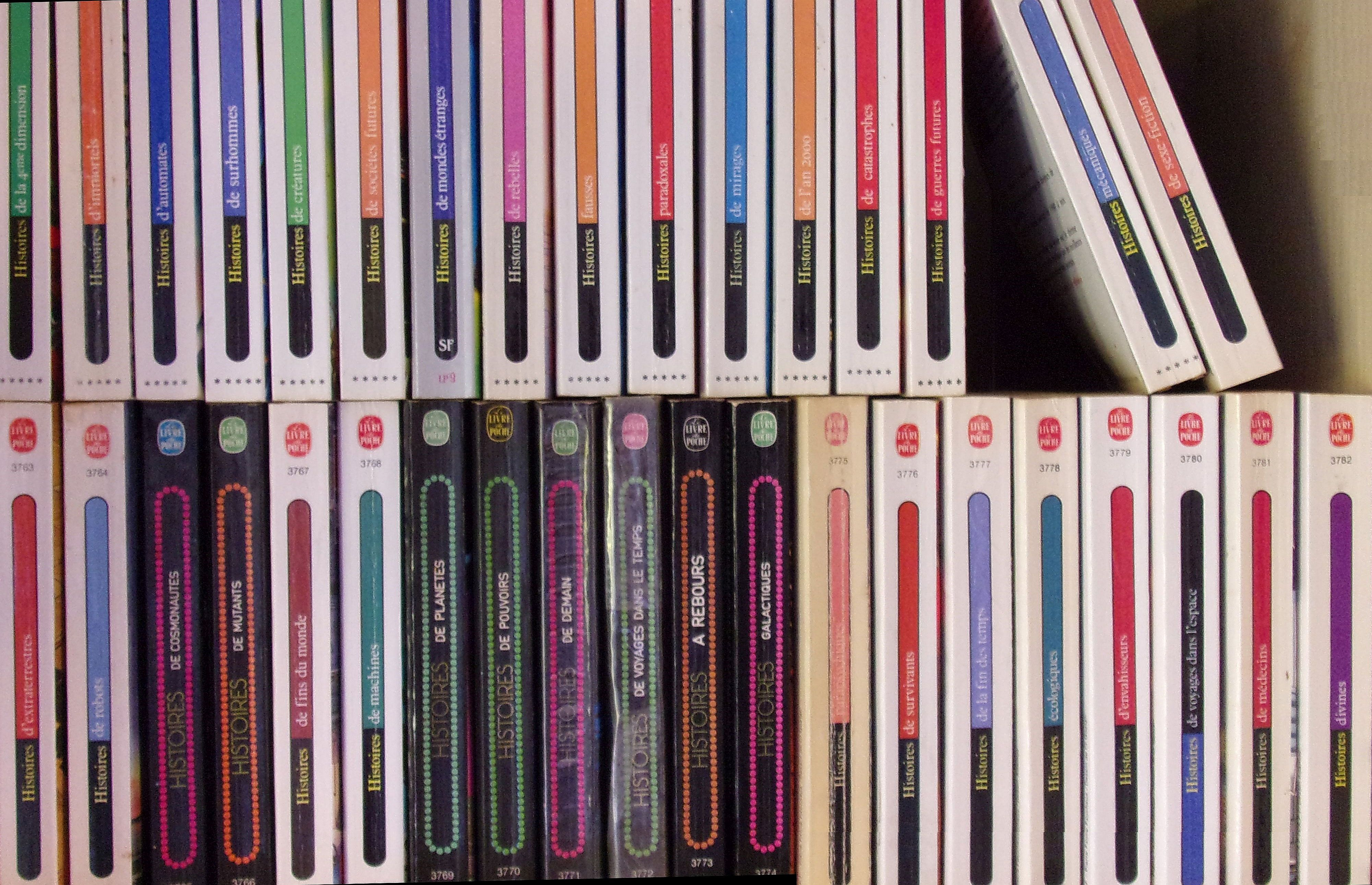
Les 36 volumes de la Grande Anthologie de la science-fiction.

La Grande anthologie de la science-fiction est une collection de recueils d'anthologies publiés par le Livre de poche dans les années 1970 sous la triple direction de Jacques Goimard, Demètre Ioakimidis et Gérard Klein. La collection compte deux séries, la première étant composée de douze volumes et la seconde de vingt-quatre volumes. 
La direction des anthologies est assurée collégialement par les trois signataires, ainsi que le choix des nouvelles composant chacune.
Chaque volume réunit plusieurs nouvelles autour d'un thème de science-fiction. Il comporte une introduction générale à la collection, une introduction particulière au thème traité par l'un des trois anthologistes, et il est suivi d'un dictionnaire des auteurs.
Une troisième série consacrée à la science-fiction française, composée de six volumes et un supplément, est également parue sous la direction de Gérard Klein, Ellen Herzfeld et Dominique Martel.
Les maquettes de cette anthologie étaient réalisées par l'atelier Pierre Faucheux.

## Première série (1966-1975)

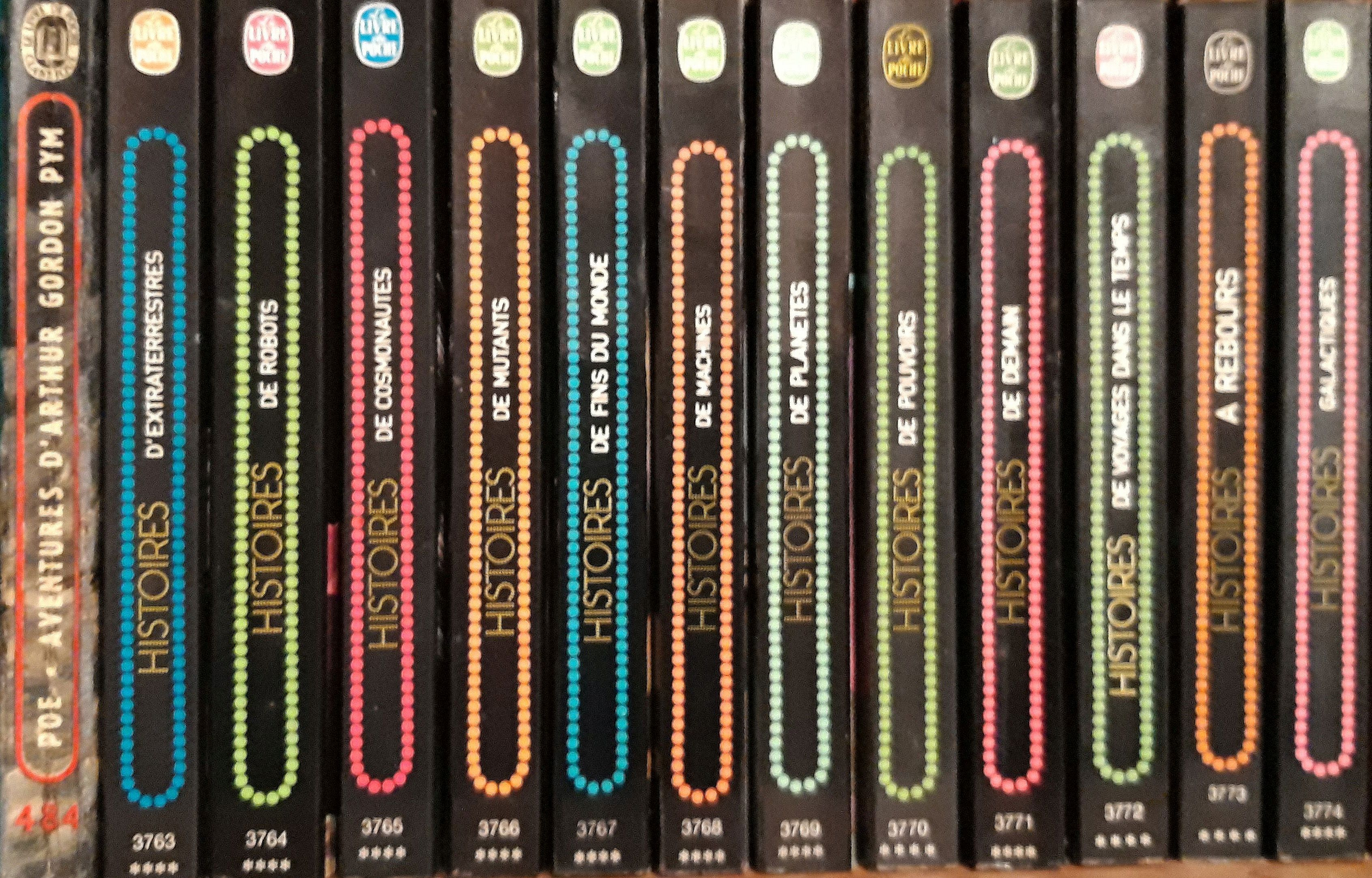
SF Livre de Poche, 1ère série.

1. Histoires d'extraterrestres, no 3763, préface de Demètre Ioakimidis
2. Histoires de robots, no 3764, préface de Gérard Klein
3. Histoires de cosmonautes, no 3765, préface de Demètre Ioakimidis
4. Histoires de mutants, no 3766, préface de Gérard Klein
5. Histoires de fins du monde, no 3767, préface de Jacques Goimard
6. Histoires de machines, no 3768, préface de Gérard Klein
7. Histoires de planètes, no 3769, préface de Demètre Ioakimidis
8. Histoires de pouvoirs, no 3770, préface de Jacques Goimard
9. Histoires de demain, no 3771, préface de Demètre Ioakimidis
10. Histoires de voyages dans le temps, no 3772, préface de Jacques Goimard
11. Histoires à rebours, no 3773, préface de Jacques Goimard
12. Histoires galactiques, no 3774, préface de Gérard Klein

## Deuxième série (1983-1985)
1. Histoires parapsychiques, no 3775, préface de Demètre Ioakimidis
2. Histoires de survivants, no 3776, préface de Demètre Ioakimidis
3. Histoires de la fin des temps, no 3777, préface de Demètre Ioakimidis
4. Histoires écologiques, no 3778, préface de Gérard Klein
5. Histoires d'envahisseurs, no 3779, préface de Gérard Klein
6. Histoires de voyages dans l'espace, no 3780, préface de Gérard Klein
7. Histoires de médecins, no 3781, préface de Jacques Goimard
8. Histoires divines, no 3782, préface de Gérard Klein
9. Histoires de la quatrième dimension, no 3783, préface de Gérard Klein
10. Histoires d'immortels, no 3784, préface de Jacques Goimard
11. Histoires d'automates, no 3785, préface de Demètre Ioakimidis
12. Histoires de surhommes, no 3786, préface de Demètre Ioakimidis
13. Histoires de créatures, no 3787, préface de Demètre Ioakimidis
14. Histoires de sociétés futures, no 3811, préface de Jacques Goimard
15. Histoires de mondes étranges, no 3812, préface de Gérard Klein
16. Histoires de rebelles, no 3813, préface de Jacques Goimard
17. Histoires fausses, no 3814, préface de Demètre Ioakimidis
18. Histoires paradoxales, no 3815, préface de Demètre Ioakimidis
19. Histoires de mirages, no 3816, préface de Gérard Klein
20. Histoires de l'an 2000, no 3817, préface de Gérard Klein
21. Histoires de catastrophes, no 3818, préface de Jacques Goimard
22. Histoires de guerres futures, no 3819, préface de Jacques Goimard
23. Histoires mécaniques, no 3820, préface de Jacques Goimard
24. Histoires de sexe-fiction, no 3821, préface de Jacques Goimard

## Troisième série
Les six volumes originaux de cette série ont été dirigés par Gérard Klein, Ellen Herzfeld et Dominique Martel. 
1. 1988 : Les Mondes francs, no 7096  (ISBN 2-253-04719-8)
2. 1988 : L'Hexagone halluciné, no 7101  (ISBN 2-253-04807-0)
3. 1989 : La Frontière éclatée, no 7113  (ISBN 2-253-05071-7)
4. 1990 : Les Mosaïques du temps, no 7130  (ISBN 2-253-05450-X)
5. 1999 : Les Horizons divergents, no 7212  (ISBN 2-253-07212-5)
6. 2005 : Les Passeurs de millénaires, no 7265  (ISBN 2-253-10981-9)

- Histoire de science-fiction, supplément au no 54 de la revue Actuel (ce volume reprend huit nouvelles publiées dans des précédents volumes)

## Prix littéraires
- Cette anthologie a obtenu une mention spéciale au Grand prix de l'Imaginaire en 1992.

## Voir également